# Hella Haasse
Hélène Serafia Haasse (Batavia, 2 febbraio 1918 – Amsterdam, 29 settembre 2011) è stata una scrittrice olandese.

## La vita
Figlia dell'ispettore delle finanze del governo olandese Willelm Hendrik Haasse e della pianista Katherina Diehm-Winzenhöhler, trascorre nelle Indie l'infanzia e la giovinezza frequentando le scuole olandesi locali, salvo qualche periodo tra il 1924 e il 1928 in cui è nei Paesi Bassi dai nonni, mentre la madre si cura in un sanatorio a Davos.
Fin da giovanissima si inizia ad interessare al teatro e alla letteratura. A soli undici anni scrive il suo primo romanzo storico ispirandosi ai classici scoperti nella biblioteca del padre e compone testi teatrali, che fa recitare ai suoi compagni di giochi. Durante gli anni del ginnasio i suoi interessi, oltre che sulla letteratura olandese, si concentrano sulla mitologia e sulle saghe medievali.
A vent'anni si trasferisce ad Amsterdam per continuare gli studi di lingua e letteratura scandinava e approfondire le tematiche delle antiche saghe nordiche ma scopre, ben presto, che le grandi epopee eroiche scandinave e germaniche sono sfruttate in quegli anni da una certa propaganda razzista. Tanto basta a farle abbandonare questo filone di studi e a iscriversi, nel 1940, all'accademia di arte drammatica. Negli anni seguenti si dedica alla recitazione e allo studio dei grandi drammaturghi, e gradualmente il teatro diventerà per lei un'autentica forma di vita e di scrittura, da cui trarrà ispirazione per le sue opere letterarie.
Debutta come poetessa nel 1939 ma la svolta vera arriva nel 1948 con Oeroeg (pubblicato in Italia da Lindau nel 1992 con il titolo "Il lago degli spiriti") impregnato di quel senso di lacerazione che le ha dato la guerra di secessione delle Indie olandesi, all'epoca ancora in corso. I ricordi dell'infanzia e dell'adolescenza trascorse nelle Indie e connesse alle problematiche della dominazione coloniale rivivono attraverso la vicenda dell'amicizia tra un giovane olandese e il figlio di un sorvegliante giavanese. In un finale, analogo a quello di Passaggio in India di E. M. Forster, i destini dei due amici si divideranno, a testimoniare che i loro due mondi non saranno mai sullo stesso piano. Non è difficile scorgere nell'ambientazione esotica dell'Indonesia sotto il dominio olandese tipica delle opere giovanili della Haasse la decadenza e la crisi di una classe sociale.
L'interesse per la storia si evidenzia, nelle rievocazioni dell'ambiente coloniale ma si estende anche a tematiche e contesti lontani nello spazio e nel tempo. Seguono così i grandi romanzi storici: Het woud der verwachting del 1949 ("Vagando per una selva oscura", Rizzoli 1991), De verborgen bron ("La fonte nascosta"), 1950, De scharlaken stad ("La città scarlatta"), 1952, De ingewijden ("Gli iniziati"), 1957, Cider voor arme mensen ("Sidro per povera gente") 1960, Een nieuwer testament ("Profumo di mandorle amare", Rizzoli 1993) 1966 e un certo numero di saggi. L'amore e il gusto per la mitologia dell'antichità è un tratto distintivo di questa serie di romanzi.
Segue il romanzo De wegen der werbeelding ("Le vie dell'immaginazione") del 1983, il cui protagonista, Klaas, che redige una rivista dal significativo nome di “Enigma”, si imbatte casualmente nei versi di un poeta sconosciuto, certo B. Mork: ritrovare altre sue opere e ricostruirne la biografia diviene per l'uomo una vera ossessione. Torna in quest'opera il riferimento al mito, nella fattispecie a quello di Filemone e Bauci, protagonisti di un episodio delle Metamorfosi ovidiane.
Quando la Hasse scrive Le vie dell'immaginazione, nel 1983, ha lasciato i Paesi Bassi ormai da due anni per ritirarsi a vivere con il marito in un paesino a nord di Parigi dove resterà fino al 1990, anno del suo ritorno ad Amsterdam. In questo periodo si risveglia l'interesse del pubblico e della critica ottenendo un meritato successo internazionale e i più ambiti premi letterari in patria: nel 1981 le viene conferito, infatti, il  “Constantijn Huygens Prize”, nel 1983 il Premio per la letteratura dello Stato dei Paesi Bassi, il “P. C. Hooft Prize”, per l'intera sua opera e nel 1988 un dottorato onorario dall'Università di Utrecht.
Nelle opere di questi anni risulta più visibile che mai la paziente sovrapposizione tra elementi storici e autobiografici, come in Mevrouw Bentinck of Onverenigbaarheid van karakter del 1978 e De groten der aarde of Bentinck tegen Bentinck del 1981, pubblicati in italiano da Rizzoli nel 1997 in un unico volume dal titolo "La signora Bentinck", e Heren van de thee del 1992 ("I signori del tè", Rizzoli 1994).
La tormentata questione coloniale tornerà ancora, alla fine della carriera letteraria della Haasse, non più, però, con un j'accuse ma attraverso il vissuto intimo di un'amicizia, con un libro intenso e avvincente che alterna momenti di tenerezza ad altri di respiro quasi epico. Si tratta di Sleuteloog del 2002 ("L'anello della chiave).
Abbandonati i periodi storici remoti con Transit del 1994 ("Di passaggio") la Haasse si immerge per la prima volta nel mondo contemporaneo. Anziché restare negli schemi che le sono consueti, l'autrice si propone in veste del tutto nuova, tralasciando momentaneamente i suoi personaggi educati e colti per calarsi in una realtà quotidiana e moderna e dare spazio ai problemi del mondo attuale.
Di carattere, invece, decisamente autobiografico, è la Haasse stessa a definirlo un “autobioromanzo”, è Zwanen schieten del 1997 ("Tiro ai cigni"): una premessa, il racconto di un viaggio in treno che ne contiene già tutte le tessere, una parte autobiografica, in cui rievoca le vicende della sua famiglia cosmopolita, dalle origini di ebrei ungheresi, attraverso Germania, Paesi Bassi, Giava, l'Amsterdam del presente e della giovinezza, fino all'Australia, scelta come patria del fratello. Al centro il “romanzo”: la storia di Jason, giovane australiano che si perde nella selva oscura del bush per trovare se stesso, dove ricompaiono, mescolati e rielaborati, episodi, motivi e soprattutto la stessa ricerca di verità, che è ricerca di identità e di radici, dell'autobiografia. Ma è il rapporto tra realtà e immaginazione il tema unificatore di fondo, metaforicamente espresso dalle immagini dell'arciere e del cigno scorti dal treno e utilizzati in tutte le loro valenze e mitologiche come filo rosso dei ricordi e della narrazione. Secondo la Haasse vissuto e immaginario non sono scindibili, non è la verità dei fatti che conta, ma il significato che assumo nel racconto che facciamo a noi stessi della nostra vita.
Il mondo reale e quello dell'immaginazione sono sempre più difficili da distinguere in uno dei suoi ultimi romanzi, Fenrir del 2000 ("La pianista e i lupi"). Sfruttando tutta la gamma delle sue contraddittorie rappresentazioni, la Haasse fa del lupo il centro narrativo del romanzo, creando una serie di risonanze simboliche intorno a una storia di famiglia piena di enigmi irrisolti e intricati rapporti affettivi. Con un crescere di interrogativi il romanzo affronta temi quali miti nordici e nazismo, fondamentalismo e identità, immigrazioni e razzismo, neopaganesimo e misticismo, musica e giornalismo senza mai perdere suspense e moltiplicando le interpretazioni.
È scomparsa nel 2011 all'età di 93 anni.

## Opere
- 1948: Oeroeg (romanzo)
- 1949: Het woud der verwachting (romanzo storico)
- 1950: De verborgen bron (romanzo storico)
- 1952: De scharlaken stad (romanzo storico)
- 1957: De ingewijden (romanzo storico)
- 1960: Cider voor arme mensen (romanzo storico)
- 1962: De meermin (romanzo)
- 1966: Een nieuwer testament (romanzo storico)
- 1968: De tuinen van Bomarzo (romanzo storico)
- 1978: Mevrouw Bentinck of Onverenigbaarheid van karakter (romanzo storico)
- 1981: De groten der aarde of Bentinck tegen Bentinck (romanzo storico)
- 1983: De wegen der werbeelding (romanzo)
- 1992: Heren van de thee (romanzo)
- 1994: Transit (romanzo)
- 1997: Zwanen schieten (romanzo)
- 2000: Fenrir (romanzo)
- 2002: Sleuteloog (romanzo)

### In italiano
- Vagando per una selva oscura, Rizzoli, 1991
- Il lago degli spiriti, Ed. Lindau, 1992
- Il profumo di mandorle amare, Rizzoli, 1993
- I signori del tè, Rizzoli, 1994
- Di passaggio ("Transit", 1994, trad. it. 1996), Iperborea (ISBN 88-7091-055-5)
- La signora Bentinck, Rizzoli, 1997
- La fonte nascosta ("De verborgen bron", 1950, trad. it. 1997), Iperborea (ISBN 88-7091-067-9)
- Le vie dell'immaginazione ("De wegen der verbeelding", 1983, trad. it. 2001), Iperborea (ISBN 88-7091-091-1)
- La pianista e i lupi ("Fenrir: een lang weekend in de Ardennen", 2000, trad. it. 2003), Iperborea (ISBN 88-7091-111-X)
- Tiro ai cigni ("Zwanen schieten", 1997, trad. it. 2004), Iperborea (ISBN 88-7091-125-X)
- L'anello della chiave ("Sleuteloog", 2002, trad. it. 2006), Iperborea (ISBN 88-7091-129-2)